# Посёлок Механизаторов (Марий Эл)
Механизаторов (мар. Механизатор) — посёлок в Килемарском районе Республики Марий Эл. Входит в состав Ардинского сельского поселения.

## География
Находится в западной части республики Марий Эл на левобережье Волги на расстоянии приблизительно 40 км по прямой на юг-юго-запад от районного центра посёлка Килемары.

## История
Основан в 1935 году в связи с переводом сюда Марийской республиканской школы механизации сельского хозяйства. Были построены учебное здание, электростанция, кузница, гараж, общежития, пекарня, столовая, клуб. В 1939 году в посёлке в 40 хозяйствах проживали 436 человек. В 1958 году в 25 хозяйствах проживали 564 человека. В 1967 году в посёлке проживали 475 человек. Люди работают в Ардинском ПУ-22, в школе, больнице.

## Население
Население составляло 243 человек (мари 58 %, русские 37 %) в 2002 году, 204 в 2010.